# Berremangra
Berremangra är en ort i Australien. Den ligger i kommunen Harden och delstaten New South Wales, i den sydöstra delen av landet, omkring 270 kilometer sydväst om delstatshuvudstaden Sydney. Antalet invånare är 174.
Runt Berremangra är det mycket glesbefolkat, med 2 invånare per kvadratkilometer.. Närmaste större samhälle är Binalong, omkring 20 kilometer nordost om Berremangra.
Trakten runt Berremangra består i huvudsak av gräsmarker. Genomsnittlig årsnederbörd är 921 millimeter. Den regnigaste månaden är februari, med i genomsnitt 170 mm nederbörd, och den torraste är oktober, med 41 mm nederbörd.